# Jobe Bellingham
Jobe Samuel Patrick Bellingham (Stourbridge, 2005. szeptember 23. –) angol utánpótlás-válogatott labdarúgó, középpályás. A Bundesligában szereplő Borussia Dortmund játékosa. Testvére Jude Bellingham.

## Pályafutása

### Sunderland
2023. június 14-én megállapodás született a Birmingham City-vel, hogy kivásárolják a csapat kötelékéből. A szerződést tíz nappal később írta alá, amely egy hosszútávú megállapodás volt.
A 2023–2024-es idényben debütált a klub színeiben, a Championship - nyitófordulójában 2–1-re elvesztett bajnokin az Ipswich Town ellen. A harmadik fordulóban a Rotherham United ellen szerezte első gólját, melyen duplázott a 2–1-es győztes találkozón.

### Borussia Dortmund
2025 júniusában a Sunderland legdrágábban eladott játékosa lett, mikor leszerződtette a Borussia Dortmund, illetve a német csapat történetének második legdrágább igazolása Ousmane Dembélé után.

## Statisztika
2023. szeptember 24-i állapot szerint
| Klub             | Szezon           | Bajnokság        | Bajnokság | Bajnokság | Kupa  | Kupa  | Ligakupa | Ligakupa | Nemzetközi | Nemzetközi | Egyéb | Egyéb | Összes | Összes |
| Klub             | Szezon           | Liga             | Mérk.     | Gólok     | Mérk. | Gólok | Mérk.    | Gólok    | Mérk.      | Gólok      | Mérk. | Gólok | Mérk.  | Gólok  |
| ---------------- | ---------------- | ---------------- | --------- | --------- | ----- | ----- | -------- | -------- | ---------- | ---------- | ----- | ----- | ------ | ------ |
| Birmingham       | 2021/22          | Championship     | 2         | 0         | 1     | 0     | 0        | 0        | —          | —          | —     | —     | 3      | 0      |
| Birmingham       | 2022/23          | Championship     | 22        | 0         | —     | —     | 1        | 0        | —          | —          | —     | —     | 23     | 0      |
| Birmingham       | Összesen         | Összesen         | 24        | 0         | 1     | 0     | 1        | 0        | 0          | 0          | 0     | 0     | 26     | 0      |
| Sunderland       | 2023/24          | Championship     | 7         | 2         | 0     | 0     | 1        | 0        | —          | —          | —     | —     | 8      | 2      |
| Sunderland       | Összesen         | Összesen         | 7         | 2         | 0     | 0     | 1        | 0        | 0          | 0          | 0     | 0     | 8      | 2      |
| KARRIER ÖSSZESEN | KARRIER ÖSSZESEN | KARRIER ÖSSZESEN | 31        | 2         | 1     | 0     | 2        | 0        | 0          | 0          | 0     | 0     | 34     | 2      |

Jegyzetek